# Виноградов, Ефим Григорьевич
Ефи́м Григорьевич Виногра́дов (1725/1728—1769) — российский гравёр на меди.

## Биография
В 1739 году взят в ученики Академии наук, с 1754 года числился в существовавшей при академии «грыдоровальной» палате, получая 96 рублей жалованья в год.
Сначала работал под наблюдением гравёра Ивана Соколова «проспекты, исторические фигуры», а с 1757 года, после смерти Соколова, состоял подмастерьем у Г. Ф. Шмидта, получая уже 200 рублей жалованья. Блеск резца Шмидта Ефим усвоил в совершенстве, и его работы как резчика мало уступают работам Соколова, но он не владел хорошо рисунком. Под надзором Шмидта Виноградов в 1757 году выгравировал прекрасный портрет великой княгини Екатерины Алексеевны, с оригинала Ротари, и портрет поэта князя Антиоха Кантемира с Амигони.
В 1760 году вместе с Грековым исполнил весьма редкую гравюру с помпейской картины «Торжество Венеры», найденной при раскопках Геркуланума и подаренную князем Воронцовым великому князю Петру Феодоровичу, а в 1761 г. портрет грузинского князя Теймураза Николаевича. Хорошо сохранившиеся доски работ Виноградова, имеющиеся в Академии художеств, в конце XIX века давали ещё весьма ясные оттиски.
В 1765 году Виноградов ещё числился в реестрах Академии наук и умер, вероятно, около этого времени.

## Работы
- 1. Св. Димитрий Ростовский, уменьшенная копия с гравюры Васильева.
- 2 и 3. Два портрета царя Алексея Михайловича в Уложение 1737 г.
- 4. В. кн. Екатерина Алексеевна: «Вырезал Ефим Виноградов при Императорской Академии в С.-Петербурге 1761» (с ориг. Грота).
- 5. Князь Антиох Кантемир (копия с гравюры Вагнера).
- 6. «Теймураз Николаевич, Наслед. Царь Грузии: писал А. Антропов, вырез. Е. Виноградов и А. Греков в СПб. при И. Ак. Н. и худ. 1761 г.».
- 7. Христиан Август; копия с оригинала Шмидта.
- 8. Проспект старого Зимнего дворца (из числа 12, с рисунков М. Махаева) «подсмотр. мастера Ивана Соколова грыд. Ефим Виноградов».
- 9. «Проспект в верх по Неве реке от адмиралтейства и академии наук к востоку». Ta же подпись; на двух листах.
- 10. «Проспект Зверинца в Царском Селе».
- 11. Картина, вывезенная из Геркуланума «majalia Romana» и подаренная гр. Воронцовым в 1763 году в. кн. Павлу Петровичу: «грыд. А. Греков, Е. Виноградов 1760 г.». I отпеч. прежде картуши с надписями*. 15 х 11.4.
- 12. Фейерверк 1760 г. 1 янв., с рис. Ант. Перезинотти: «Петрова слава пребудеть во век».
- 13. Фейерверк 10 июня 1762 г., на мир с Пруссией.
- 14. Фейерверк на Неве 28 июня 1763 г. на восшествие на престол Екатерины II: «I. de Stehlin inv. Francesco Gradizzi delineavit» (та же подпись Виноградова).
- 15. Фейерверк в сент. 1763 г. на коронование Екатерины II: «грыдор. в С. Петер. при акад. наук и худож. под смотр. Е. Виноградова».
- 16. Фейерверк 28 июня 1763 г. y графа Воронцова, на возвращение Екатерины II из Москвы, с рис. Богданова.
- 17. Фейерверк, бывший при доме графа Разумовского в 1765 году.
- 18. Фейерверк, бывший в Красном селе в июне 1765 года [Подробное описание всех русских фейерверков уже приготовлено мною к изданию.]
- 19. Листовая доска: «генеральная процессия погребения Императрицы Елисаветы Петровны».
- 20. Корона императорская, туда же. Эта процессия не была издана, и доски в 1766 г. остались неоконченными; см. Радиг.
- 21. Фронтиспис к придворному календарю на 1758 год (у Д. Ф. Кобеко).
- 22. Виньетка к календарю на 1763 год. 6.6 x 3.9: «Исполнив наших ты желания сердец… I. d. Stehlin envt. E. Виноградов».
- 23. Минерва ведет Телемака: «грыд. Еф. Виноградов». К книге: Похождения Телемака; СПб., 1747. 4°.
- 24. Рамка для билета в Карусель 1765 г., с вензелем Екатерины II; внизу шлем и другие принадлежности турнира. У П. Я. Дашкова.
- 25. Изображение 5 серебряных монет императора Петра III (с его портретом на четырех): «Грыд. Е. Виноградов»; к указу 17 января 1762.

В его донесении упоминаются еще:
- 26. Заглавный лист к малому тарифу.
- 27. Билет для кукольной комедии 1765 года.